# Henry Adefope
Henry Edmund Olufemi Adefope (né le 15 mars 1926 à Kaduna et mort le 11 mars 2012 à Lagos) est un militaire, homme politique et dirigeant sportif nigérian.

## Biographie
Henry Adefope naît le 15 mars 1926 à Kaduna. Il étudie à la CMS Grammar School de Lagos et à l'université de Glasgow, obtenant un diplôme en médecine générale en 1952.  Il travaille en tant que médecin de 1953 à 1963 avant d'intégrer les Forces armées nigérianes en 1963.
Il atteint le rang de major général et devient directeur des Services médicaux. Il est ministre du Travail de 1975 à 1978 et ministre des Affaires étrangères d'août 1978 à septembre 1979, sous l'administration militaire du Général Olusegun Obasanjo.
Adefope est aussi une figure des instances sportives ; président du Comité olympique nigérian de 1967 à 1976 et du Comité d'organisation des Jeux africains de 1973 à Lagos, il est aussi vice-président de la Fédération des Jeux du Commonwealth de 1974 à 1982. Il est élu membre du Comité international olympique (CIO) en 1985, et est notamment membre des commissions ayant sélectionné les villes organisatrices des Jeux olympiques d'été de 2000 et de Jeux olympiques d'été de 2004. Il est sujet d'une enquête dans le cadre du scandale de l'attribution des Jeux olympiques d'hiver de 2002 mais est blanchi.  Il devient membre honoraire du CIO en 2006.
Il meurt le 11 mars 2012 à l'âge de 85 ans.
Il reçoit à titre posthume la médaille d'argent de l'Ordre olympique.